# Francie na Zimních olympijských hrách 2002
Francii na Zimních olympijských hrách v roce 2002 reprezentovala výprava 114 sportovců (87 mužů a 27 žen) ve 15 sportech.

## Medailisté
| Medaile | Jméno                                                        | Sport                | Soutěž                     |
| ------- | ------------------------------------------------------------ | -------------------- | -------------------------- |
| Zlato   | Jean-Pierre Vidal                                            | Alpské lyžování      | Muži slalom                |
| Zlato   | Carole Montilletová                                          | Alpské lyžování      | Ženy sjezd                 |
| Zlato   | Marina Anissinová Gwendal Peizerat                           | Krasobruslaní        | taneční páry               |
| Zlato   | Isabelle Blancová                                            | Snowboarding         | Ženy paralelní obří slalom |
| Stříbro | Sébastien Amiez                                              | Alpské lyžování      | Muži slalom                |
| Stříbro | Laure Pequegnotová                                           | Alpské lyžování      | Ženy slalom                |
| Stříbro | Raphaël Poirée                                               | Biatlon              | Muži stíhací závod 12.5 km |
| Stříbro | Karine Rubyová                                               | Snowboarding         | Ženy paralelní obří slalom |
| Stříbro | Doriane Vidalová                                             | Snowboarding         | Ženy U-rampa               |
| Bronz   | Vincent Defrasne Gilles Marquet Raphaël Poirée Julien Robert | Biatlon              | Muži štafeta 4 x 7.5 km    |
| Bronz   | Richard Gay                                                  | Akrobatické lyžování | Muži boule                 |